# Yoandri Betanzos
Yoandri Betanzos (ur. 15 lutego 1982) – kubański lekkoatleta, trójskoczek, dwukrotny olimpijczyk (2004, 2012).

## Osiągnięcia
- srebrny medal Mistrzostw Świata Juniorów Młodszych (Bydgoszcz 1999)
- srebro podczas Mistrzostw Świata Juniorów (Santiago 2000)
- złoty medal igrzysk panamerykańskich (Santo Domingo 2003)
- 2 srebrne medale Mistrzostw świata w lekkoatletyce (Paryż 2003 i Helsinki 2005)
- 2 brązowe medale Halowych mistrzostw świata w lekkoatletyce (Budapeszt 2004 i Moskwa 2006)
- 4. miejsce podczas Igrzysk olimpijskich (Ateny 2004)
- liczne medale (w tym złote) na Mistrzostwach Ameryki Środkowej i Karaibów w lekkoatletyce
- 2 zwycięstwa w Światowym Finale IAAF (Monako 2005 i Stuttgart 2006)
- brązowy medal igrzysk panamerykańskich (Rio de Janeiro 2007)
- srebro halowych mistrzostw świata (Doha 2010)
- srebrny medal igrzysk panamerykańskich (Guadalajara 2011), podczas tych zawodów wywalczył także złoto w sztafecie 4 x 400 metrów

## Rekordy życiowe
- Trójskok (stadion) – 17,65 (2009)
- Trójskok (hala) – 17,69 (2010)